# Hiscox
Hiscox is een verzekeringsmaatschappij met vestigingen in België, Bermuda, Duitsland, Frankrijk, Guernsey, Ierland, Nederland, Spanje, Portugal, het Verenigd Koninkrijk en de Verenigde Staten. In Nederland verzekert het bedrijf vooral waardevolle particuliere bezittingen en zakelijke risico’s.

## Geschiedenis
De maatschappij komt voort uit het Roberts agentschap, dat vanaf 1901 nautische verzekeringen op de Lloyd's-markt aanbood. In 1946 trad Ralph Hiscox toe. Dit leidde tot het Roberts & Hiscox-partnerschap ten behoeve van het beheer van syndicaten bij Lloyd's. In 1967 werd hij tot voorzitter van Lloyd’s gekozen. Hetzelfde jaar trad zijn zoon Robert toe tot de groep als underwriter. Na de dood van zijn vader in 1970 nam Robert Hiscox de leiding van het bedrijf over en richtte zich op verdere groei.

## Hiscox in Nederland
In Nederland was Hiscox altijd via gevolmachtigden actief. Een eigen Nederlandse vestiging werd op 1 januari 1999 geopend in de Assurantiebeurs aan de Strawinskylaan in Amsterdam. Aanvankelijk bood Hiscox in Nederland alleen particuliere verzekeringen aan, bedoeld voor waardevolle bezittingen. Het gaat bijvoorbeeld om kunst, klassieke auto’s, verzamelingen, dure inboedel en vakantiehuizen. In Nederland behoort het tot de marktleiders in kunstverzekeringen. Vanaf 2009 verzekert Hiscox ook zakelijke risico’s, zoals beroepsaansprakelijkheid, bestuurdersaansprakelijkheid, bedrijfsaansprakelijkheid en cyberrisico’s. Tot de doelgroep behoren zzp'ers en het mkb.
Sinds de Brexit valt Hiscox Nederland onder Hiscox SA. Dit is een Luxemburgse gereguleerde verzekeringsmaatschappij, die onder toezicht staat van het Commissariat aux Assurances (CAA). Hiscox SA is gemachtigd om verzekeringsactiviteiten uit te oefenen in de lidstaten van de Europese Unie en de Europese Economisch Ruimte.

## Cybergevaren
In een poging om bedrijven te waarschuwen voor digitale gevaren publiceert Hiscox jaarlijks het gratis Cyber Readiness Report, met statistieken over cyberaanvallen en de schade daarvan.. Daaruit bleek dat Nederland wereldwijd op nummer twee staat als het gaat om schade, veroorzaakt door cybercriminaliteit.